# Ядран (корабль)
Ядран — учебный парусный корабль, построенный в 1931 году. Принадлежит Военно-морскому флоту Черногории.

## Строительство
После создания независимого государства Югославия в 1918 году возникла необходимость в учебном корабле для нужд флота. Однако недостаток средств привёл к тому, что только в 1930 году организация «Ядранска стража» совместно с Военно-морским флотом Югославии собрали необходимую сумму для постройки корабля. Корабль строился в Гамбурге на верфях H. C. Stülcken Sohn, стоимость корабля составила 8 407 030 динаров (622 743 рейхсмарки). 25 июня 1931 корабль был спущен на воду, но из-за проблем с финансированием окончательно сдан лишь в 1933 году. «Ядран» прибыл в Тиват 16 июля 1933 года в 10 утра

## Служба
19 августа 1933 года корабль был принят на службу ВМС Югославии. Торжественная церемония, с салютованием из орудий, состоялась 6 сентября 1933 года в Сплите. 25 июня 1934 года корабль вошёл в состав Адриатического флота.
До начала Второй Мировой войны «Ядран» семь раз выходил в учебные походы за пределы Адриатического моря. Самый длительный поход в истории корабля состоялся в 1938 году. Выйдя из Дубровника 20 апреля «Ядран» прибыл в Нью-Йорк 21 июня 1938 года, где находился 16 дней. За это время его посетили тысячи югославских эмигрантов, а члены экипажа посетили Николая Теслу и подарили ему миниатюру с изображением корабля. Ещё пять суток корабль находился с визитом в Бостоне, после чего двинулся в обратный путь. В ходе океанского перехода навигационные приборы вышли из строя, а сильная облачность не позволяла ориентироваться по небу, однако спустя 23 дней плавания Милан Спасич, будущий народный герой Югославии, вывел корабль к Бермудским островам. 31 августа 1938 года корабль вернулся в порт.

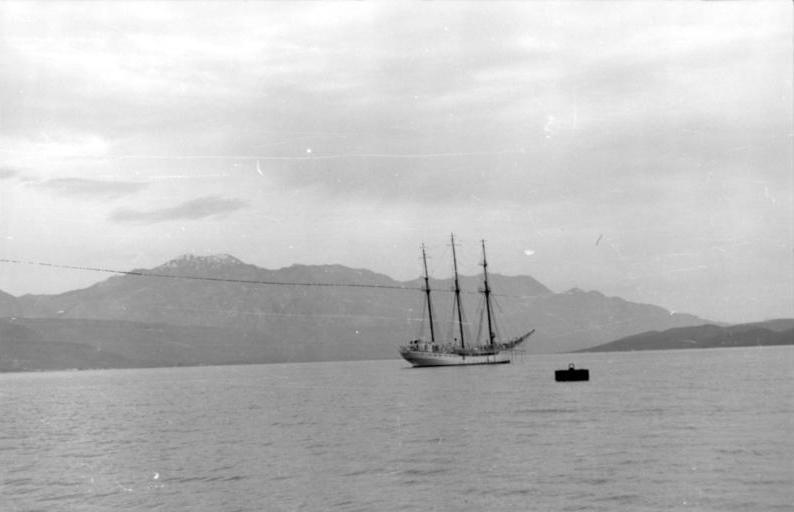
«Ядран» в 1941 году

Во время ходе немецкого вторжения в Югославию в 1941 году «Ядран» находился в Которском заливе, был подчинён командованию противолодочной обороны и южного сектора морской обороны. Часть экипажа была переведена на другие корабли ВМФ Югославии, но оставшихся хватало для выполнения кораблём транспортных задач в заливе. Несколько раз корабль подвергался авианалётам, на что команда отвечала огнём стрелкового оружия по низколетящим самолётам. Команда находилась на борту до 17 апреля 1941 года.
После капитуляции Югославии корабль достался итальянскому флоту, где под именем «Марко Поло» также продолжил службу в качестве учебного судна. После капитуляции Италии корабль оказался в Венеции, он был разграблен, началось гниение. К концу Второй Мировой войны корабль едва держался на плаву, и использовался в качестве моста в венецианском канале. По требованию югославских властей корабль был переведён в Тиват, где 21 апреля 1947 года началась его реконструкция, окончившаяся 17 декабря 1948 года. Корабль вновь был готов к службе и стал частью Вольнопоморского учебного центра в Дивулье. Вновь начались учебные походы, хотя так как корабль более не являлся основным учебным судном, за послевоенные годы за пределы Адриатического моря «Ядран» выходил пять раз.
В 1956—1957 годах в Тивате корабль прошёл реконструкцию, были заменены палуба, мачты, добавлены паруса, модернизировано оборудование. Десятью годами позже корабль вновь прошёл полную перестройку и модернизацию. В 1967 году корабль с экипажем принимали участие в съемках советско-югославского приключенческого фильма «Попутного ветра, «Синяя птица»». При распаде Югославии в 1991 году, корабль находился на очередном крупном ремонте на заводе «Савы Ковачевича» в Тивате. Ремонт был завершён в 1994 году, и «Ядран» вошёл в состав ВМФ Союза Республик Югославии, в дальнейшем он перешёл к флоту Сербии и Черногории, а затем вошёл в состав ВМС Черногории, где он по-прежнему является центром обучения гардемаринов, сотрудничая с мореходной школой и институтом мореплавания.

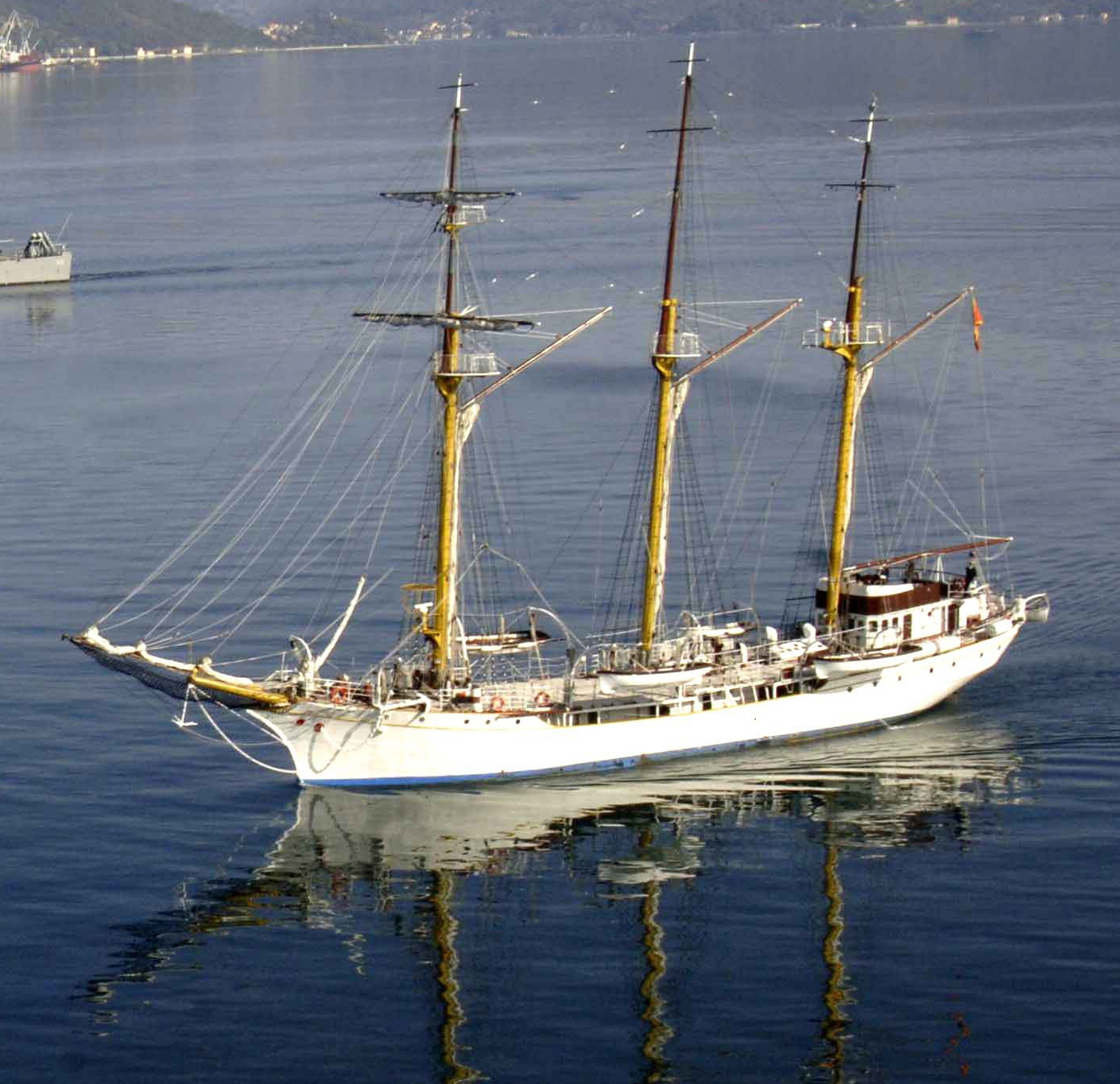

В 1997 году корабль посетил с визитом Грецию, в 2008 году принимал участие в «World Conservation Congress», проводившемся международным союзом охраны природы в Барселоне. В 2009 году с визитом корабль заходил в Чёрное море в Констанцу. Торжественно отмечались 75 и 80-летние юбилеи корабля.

## Технические характеристики
«Ядран» — моторное судно, с парусным вооружением по типу баркентины. Общее водоизмещение 787 тонн, максимальная длина 60 метров, а по ватерлинии — 41 метр. Несёт 12 парусов: 9 прямых и 3 косых с общей площадью в 930м². Дизель «Burmajster-alfa» с мощностью в 480 л.с. позволяет развивать скорость в 10,4 узла. На корабле шесть одноместных кают, две двухместные, три четырёхместные, и два кубрика — один на 12 коек, второй на тридцать. Запасы корабля 48 тонн пресной воды и 27 тонн топлива, что обеспечивает кораблю автономность в 15 суток.
Всего корабль прошёл более 400 000 морских миль.